# Robert I. Sutton

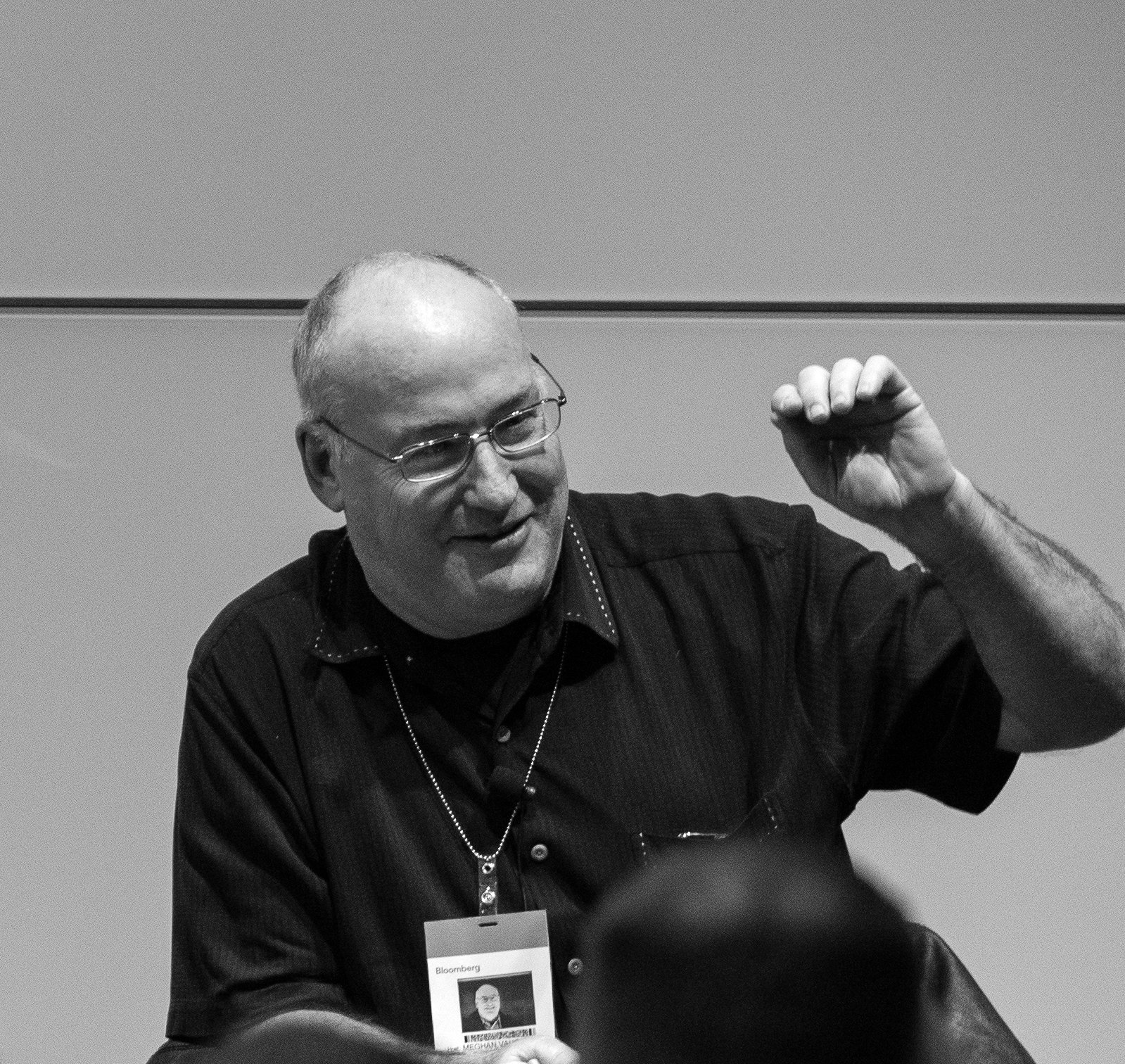
Robert I. Sutton, März 2014

Robert I. Sutton (* 1954 in Chicago) ist Professor an der Stanford Graduate School of Business, einer Einrichtung der Stanford-Universität. Dort arbeitet er in den Bereichen Management Science, Engineering und Organizational Behaviour. Darüber hinaus leitet er Weiterbildungsprogramme für Führungskräfte und ist international für viele Unternehmen als Berater tätig.

## Leben und Werk
Sutton schloss 1977 einen Bachelor an der University of California, Berkeley ab. Er studierte bis 1981 im Master an der University of Michigan und erhielt 1984 dort seinen Ph.D. in Organizational Psychology. Sutton arbeitet seit 1983 an der Stanford University und ist dort seit 1992 Professor. Er lehrte an der Haas Business School und war mehrmals Fellow am Zentrum für Advanced Study in the Behavioral Sciences. Er ist Gründungsmitglied des Centers for Work, Technology and Organization, des Stanford Technology Venture Porgrams und des Hasso Plattner Institute of Design.

## Veröffentlichungen (Auswahl)
Originale
- mit Jeffrey Pfeffer: The Knowing-Doing Gap: How Smart Firms Turn Knowledge Into Action.Harvard Business School Press, 2000.
- Weird Ideas That Work: 11 ½ Practices for Promoting, Managing, and Sustaining Innovation. The Free Press, 2002.
  - Stellen Sie Leute ein, die Sie eigentlich nicht brauchen. 11 1/2 Regeln für kreative Manager. Piper, München 2002.
- mit Jeffrey Pfeffer: Hard Facts, Dangerous Half-Truths, and Total Nonsense: Profiting from Evidence-Based Management. Harvard Business School Press, 2006.
- The No Asshole Rule: Building a Civilized Workplace and Surviving One That Isn’t. Warner, 2007.
- Good Boss, Bad Boss: How to Be the Best... and learn from the worst. 2010-

in Deutsch
- Der Arschloch-Faktor: Vom geschickten Umgang mit Aufschneidern, Intriganten und Despoten in Unternehmen. Heyne, 2008, ISBN 3-453-60060-6.
- Der Querdenker-Faktor: Mit unkonventionellen Ideen zum Erfolg. Piper, 2008, ISBN 3-492-25177-3.
- Überleben unter Arschlöchern. Piper, 2018, ISBN 978-3-492-05740-0.